# Forn de los Ribers II
El Forn de los Ribers II és una obra de Flix (Ribera d'Ebre) inclosa a l'Inventari del Patrimoni Arquitectònic de Catalunya.

## Descripció
Es tracta d'un forn en bon estat de conservació. El parament està fet a partir de pedres de forma irregular disposades de forma més o menys uniforme sobre la qual s'alcen filades de maons plans.
La boca del forn és d'arc de mig punt lleugerament apuntat i dovellat. Prèviament a aquesta obertura, s'articulen dos arcs més creant així una espècie d'espai porxat abans de la boca pròpiament dita. L'arc exterior també és lleugerament apuntat i queda resseguit per dues filades de maons plans disposats de forma vertical.
Pel que fa a l'interior, està construït amb maons plans disposats en filades i arrebossats. Una de les obertures està parcialment enderrocada amb restes al seu interior.